# Mark Reynolds
Mark Andrew Reynolds, ameriški bejzbolist, * 3. avgust 1983, Pikeville, Kentucky, ZDA.
Reynolds je poklicni igralec bejzbola na položajih robnega notranjega polja in je član ekipe Cleveland Indians. Znan je kot odbijalec z močjo in držalec rekorda za izločitve z udarci v eni sezoni (223). V svojih prvih štirih sezonah je ligo, v kateri je igral, vodil v izločitvah z udarci.

## Ljubiteljski bejzbol
Iz rojstnega mesta se je kmalu preselil v mesto Virginia Beach, Virginia. Leta 1994 je pri igranju za lokalno ekipo bil moštveni kolega kasnejšega poklicnega igralca B.J. Uptona. Oba sta se kasneje pridružila njegovemu mlajšemu bratu Justinu, Davidu Wrightu in Ryanu Zimmermanu na ekipi iz Hampton Roadsa, ki se je imenovala The Mets in so javno prikazovali svoje sposobnosti na igralnem polju. Vsi omenjeni igralci so bili takrat na položaju bližnjega zaustavljalca in so se nato premikali na položajih levega in desnega notranjega polja. Med igranjem z ekipo je Reynolds dobil vzdevek "Skeletor" zaradi njegovega preklastega telesa in Forrest Gump zaradi nerodnega načina teka.
Vsa štiri srednješolska leta je bil odličen v bejzbolu, košarki in golfu in šolanje z odliko zaključil leta 2001.
V svojih nadaljnjih štirih letih, ki jih je preživel kot študent na virginijski Univerzi, je bil začetni bližnji zaustavljalec ekipe univerze. Med svojim drugim in tretjim letom je igral skupaj z Zimmermanom, ki je iz svojega začetnega položaja, ki ga je igral Reynolds, prešel na tretjo bazo. Reynolds je ekipo vodil v domačih tekih (15) leta 2002, tekih, poslanih domov (46) leta 2003 in v udarcih v polje za tri baze (5) leta 2004. Njegov rekord 60-ih tekov v sezoni je bil že podrt. Njegov skupni dosežek 35 domačih tekov med igranjem za univerzo je drugi najboljši vseh časov v zgodovini šole. Avgusta 2011 je bil eden od 29 bivših članov univerzitetne ekipe, ki jim je uspelo priti v ligo MLB.

## Poklicna kariera

### Arizona Diamondbacks
Reynolds je bil izbran s strani ekipe Arizona Diamondbacks v 16. krogu nabora leta 2004 s skupno 476. izborom .

#### 2007
Reynolds je debitiral dne 16. maja na tekmi proti ekipi Colorado Rockies. V ligo MLB je bil iz nižjeligaške podružnice v Mobileu vpoklican ob poškodbi Chada Tracyja. Reynolds je takoj postal pomemben člen ekipe, v svojih prvih 15 tekmah je domov poslal kar 14 tekov.
Reynolds je bil le zadnji v vrsti igralcev iz Tidewaterskega območja v Virginiji, ki jim je uspelo priti v ligo MLB v takratnem obdobju. Med takšnimi so še David Wright, Ryan Zimmerman, B.J. Upton, Justin Upton, in Michael Cuddyer.
Reynolds je sezono končal kot tretji med novinci v Narodni ligi s 129 izločitvami z udarci, četrti s skupno 62 teki in udarci v polje za tri baze in 6. v kategoriji domačih tekov. Domov je poslal 62 tekov in imel odbijalsko povprečje 0,279.
3. oktobra 2007 je na prvi tekmi Področne serije Narodne lige proti ekipi Chicago Cubs z domačim tekom v 7. menjavi privedel svojo ekipo do zmage in končne osvojene serije, ki so jo zaključili v le treh tekmah. Prav tako je to dosegel 3. oktobra 2007 na 3. tekmi Konferenčne serije Narodne lige proti ekipi Colorado Rockies, vendar pa s tem ni mogel preprečiti poraza ekipe v seriji, ki se je končala po le štirih tekmah.

#### 2008
25. septembra tega leta je postavil rekord lige MLB z 200. izločitvijo z udarci v sezoni po neuspelem poizkusnem zamahu proti metalcu ekipe St. Louis Cardinals Joelu Pineiru. S tem je porušil prejšnji rekord (199), ki ga je postavil Ryan Howard. Sezono je končal z 204 izločitvami z udarci.  Prav tako je vodil ligo MLB v odstotku izločitev udarci s 33.3%.
Reynolds je storil kar 34 napak in imel lovilsko povprečje le 0,904. Na obeh področjih je bil najslabši med svojimi kolegi v ligi MLB na tretji bazi.
Kot odbijalec je imel dobro leto. Svojo ekipo je vodil z 28 domačimi teki in 97 domov poslanimi teki. Zbral je še 11 ukradenih baz in 87 tekov. Njegovo odbijalsko povprečje pa se je sicer kar precej znižalo na skupno 0,239.

#### 2009
Reynolds je bil med petimi finalisti za uvrstitev na tekmo vseh zvezd. Na koncu je zasedel skupno 3. mesto za Shaneom Victorinom in Pablom Sandovalom.
28. julija 2009 je Reynolds na tekmi proti ekipi Philadelphia Phillies odbil dvotečni domači tek, ki je pristal pri 146,6 metrih in je bil tako najdaljši tega leta in drugi najdaljši v zgodovini stadiona Chase Field. Reynolds je kmalu postal znan po svojih izjemno dolgih domačih tekih (kar 25 od skupno 44-ih je pristalo po letenju preko 122 m, povprečno pa so leteli okoli 131 m, kar je bilo najdlje v ligi MLB.
V seriji štirih tekem proti ekipi New York Mets med 29. julijem in 3. avgustom je Reynolds udaril najdaljši domači tek v sicer kratki zgodovini stadiona Citi Field, ki je letel 140,5 metra, in končal zadnjo tekmo serije z domačima tekoma v zaporednih menjavah. Štiri domači teki na Citi Fieldu ga uvrščajo na skupno 2. mesto v domačih tekih, ki jih je na stadionu dosegel igralec gostujoče ekipe.
10. avgusta 2009 je Reynolds bil imenovan za igralca tedna Nardone lige za predhodni teden, pri čemer je prehitel moštvenega kolega Ryana Robertsa, ki je v glasovanju za dosežek končal drugi. Teden je zaključil z odbijalskim povprečjem 0,448; 6 domačimi teki, 32-imi skupnimi bazami, ukradeno bazo, povrhu pa je domov poslal še 10 tekov. To je bila njegova druga tovrstna nagrada, prejšnjo je dosegel 15. junija. Kot po navadi je ob tem dosežku tudi on prejel dve zapestni uri, ki ju je podaril očetu in dedku.
Reynolds je na položaju prve baze igral na 26 tekmah z lovilskim povprečjem 0,974, ki je bilo med igralci prve baze drugo najboljše, in dometnim dejavnikom 8,21, ki je bil najboljši v ligi. Svoje obrambne sposobnosti je izboljšal s sodelovanjem z bivšim igralcem tretje baze svoje ekipe po imenu Matt Williams med spomladanskim uigravanjem in s tem svoje lovilsko povprečje izboljšal za 50 točk v primerjavi s prejšnjo sezono. Prav tako je bil v središču pozornosti z nekaj opaznimi ulovljenimi žogami, kot recimo 21. julija v Denverju 24. julija v Phoenixu, in 1. avgusta v New Yorku.
Podrl je svoj lastni rekord za izločitve z udarci z 223-imi. Njegovo odbijalsko povprečje je bilo 0,260, dosegel je 44 domačih tekov in poslal domov 102 teka ter sam dosegel 98 tekov. ,. Dodal je še 24 ukradenih baz.
Prav tako je vodil ligo MLB v t. i. Treh čistih izkupičkih, tj. odbijalskih nastopih, ki se končajo z domačim tekom, prostim prehodom na bazo ali izločitvijo z udarci, s skupno 343-imi.

#### 2010
Po tem, ko je privolil v triletno podaljšanje pogodbe, ki mu je skupno prinesla 14,5 miljona ameriških dolarjev na dan 18. marca 2010  je sezono začel z dvema domačima tekoma v prvih štirih tekmah sezone. 20. maja je na tekmi proti ekipi San Francisco Giants dosegel svoj skupno stoti domači tek. Kljub temu, da je sezono zaključil z 32 domačimi teki, poslal domov 84 tekov in 83-krat prosto prešel na bazo, je v 145 tekmah imel kar 211 izločitev z udarci in pri tem vodil svojo ligo ter še tretjič postal edini igralec v zgodovini lige MLB s preko 200 izločitvami z udarci v sezoni. Še bolj opazno je dejstvo, da je njegovo odbijalsko povprečje 0,198 bilo nižje (x1000) od njegovega izkupička izločitev z udarci, kar je prav tako bil prvi tovrsten dosežek v zgodovini lige MLB.

### Baltimore Orioles
Reynolds in igralec imenovan kasneje (John Hester, dne 30. aprila 2011) sta bila 6. decembra 2010 udeležena v menjavi, ki ju je v zameno za David Hernandeza in Kama Mickolioa poslala k ekipi Baltimore Orioles. Arizončani so si želeli izboljšati njihov razbremenilski kader in zmanjšati število izločitev z udarci. Na drugi strani pa so Baltimorčani potrebovali začetnega igralca tretje baze in odbijalca z močjo.

#### 2011
Leta 2011 je Reynolds vodil vse položajske igralce v napakah s skupno 31. Njegovo lovilsko povprečje 0,897 je bilo najnižje med vsemi igralci tretje baze v ligi MLB, povrhu vsega pa je še vodil Ameriško Ligo v izločitvah z udarci s skupno 196-imi. Njegovo odbijalsko povprečje je bilo 0,221, bil pa je četrti v ligi v domačih tekih s skupno 37-imi..

#### 2012
Reynolds je bil brez domačega teka do 4. maja, ko je proti ekipi Boston Red Sox končno dosegel svojega prvega. Že naslednji dan mu je dodal naslednjega, 29. maja pa postal najhitrejši položajski igralec v zgodovini lige, ki je bil žrtev 1000 izločitev z menjavo. To je dosegel v le 747 tekmah.

### Cleveland Indians
31. oktobra 2012 mu je pri klubu iz Baltimora potekla pogodba. 30. novembra je prvič v karieri uradno postal prosti igralec. 9. decembra 2012 je sklenil enoletno pogodbo z moštvom Cleveland Indians.